# Quai du Louvre
Koordinaten: 48° 52′ N, 2° 20′ O
Der Quai du Louvre ist eine Uferstraße in Paris, die im 1. Arrondissement an der Seine verläuft.

## Lage
Der Quai du Louvre beginnt an der Pont Neuf und der Rue de la Monnaie. Er endet an der Rue de l'Amiral-de-Coligny und dem Quai François-Mitterrand. Der Quai ist in West-Ost-Richtung eine Einbahnstraße. Unterhalb des Quais, direkt am Seineufer, verläuft die Schnellstraße Voie Georges-Pompidou.

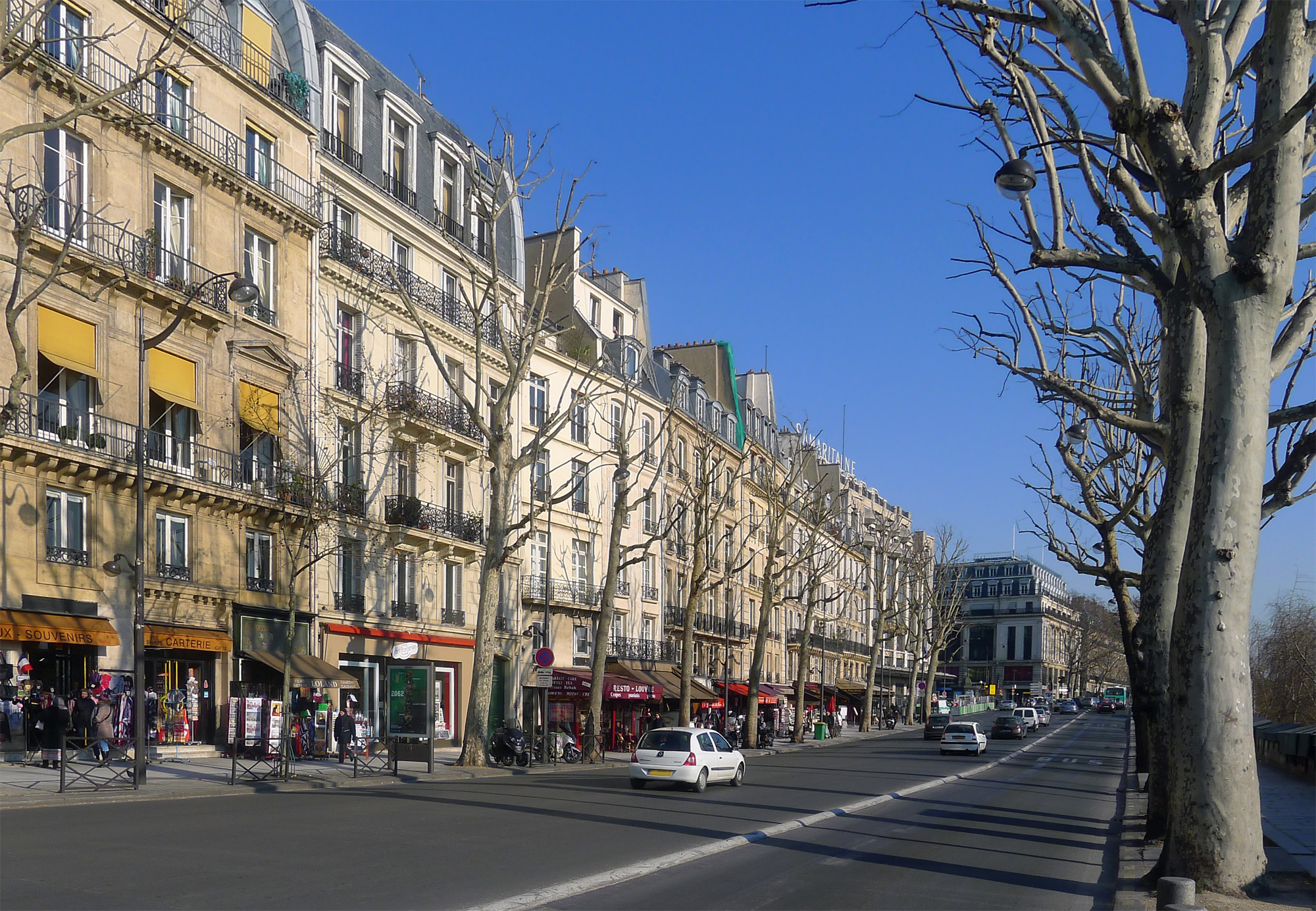
Der Quai du Louvre, gesehen vom Quai François-Mitterrand
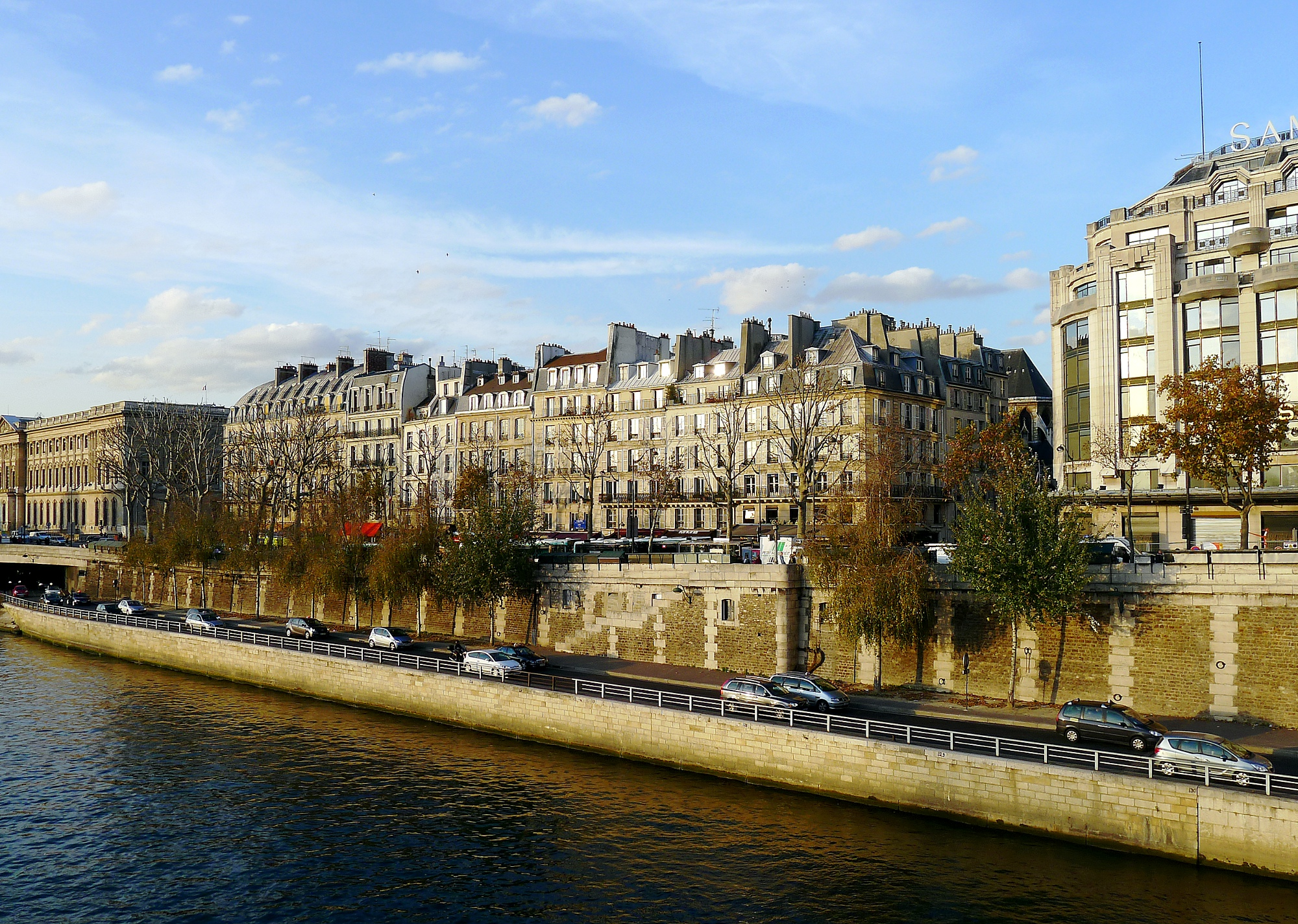
Der Quai du Louvre mit der Voie Georges-Pompidou

## Namensursprung
Der Name wurde gewählt, da die Uferstraße am Palais du Louvre verläuft.

## Geschichte
Während der Französischen Revolution hatte die Straße den Namen «Quai du Muséum».
1817 verlief der Quai du Louvre vom Place und Quai de l’École zum Guichet Fromenteau und Place d’Iéna.
Er lag damit im geschichtlichen 4. Arrondissement von Paris im Quartier du Louvre (heute: Quartier Saint-Germain-l’Auxerrois).
1868 wurde der Quai du Louvre durch die Vereinigung von drei Quais gebildet:
- Quai de l’École zwischen Pont Neuf und Rue de l’Amiral-de-Coligny
- Quai de Bourbon zwischen Rue de l’Amiral-de-Coligny und Colonnade du Louvre
- Quai du Louvre zwischen Colonnade du Louvre und Pont du Carrousel

Im Januar 1964 wurde der erste Busfahrstreifen zwischen dem Quai du Louvre und dem Quai de la Mégisserie in Betrieb genommen.
Ein Teil des Quai du Louvre, westlich der Rue de l’Amiral-de-Coligny gelegen, wurde 2003 mit einem Teil des Quai des Tuileries zum Quai François-Mitterrand vereint, wodurch er auf eine Länge von weniger als 100 Metern reduziert wurde. Dieser Teil entspricht dem alten Straßen Quai de Bourbon und Quai du Louvre vor 1868.

## Sehenswürdigkeiten
- Nr. 24: Der Maler Robert Delaunay (1885–1941) richtet 1908 hier sein Atelier ein.[3]
- Nr. 26: Der algerische Maler Abdelkader Guermaz wohnte hier zwischen 1962 und 1996, woran eine Plakette erinnert.
- Nr. 28: Hier befand sich 1873 der Sitz des Verlags Charpentier et Cie.[4]
- Am Ende des Quai befinden sich die Reste des früher größeren Place de l’École.

## Quai du Louvre in der Kunst

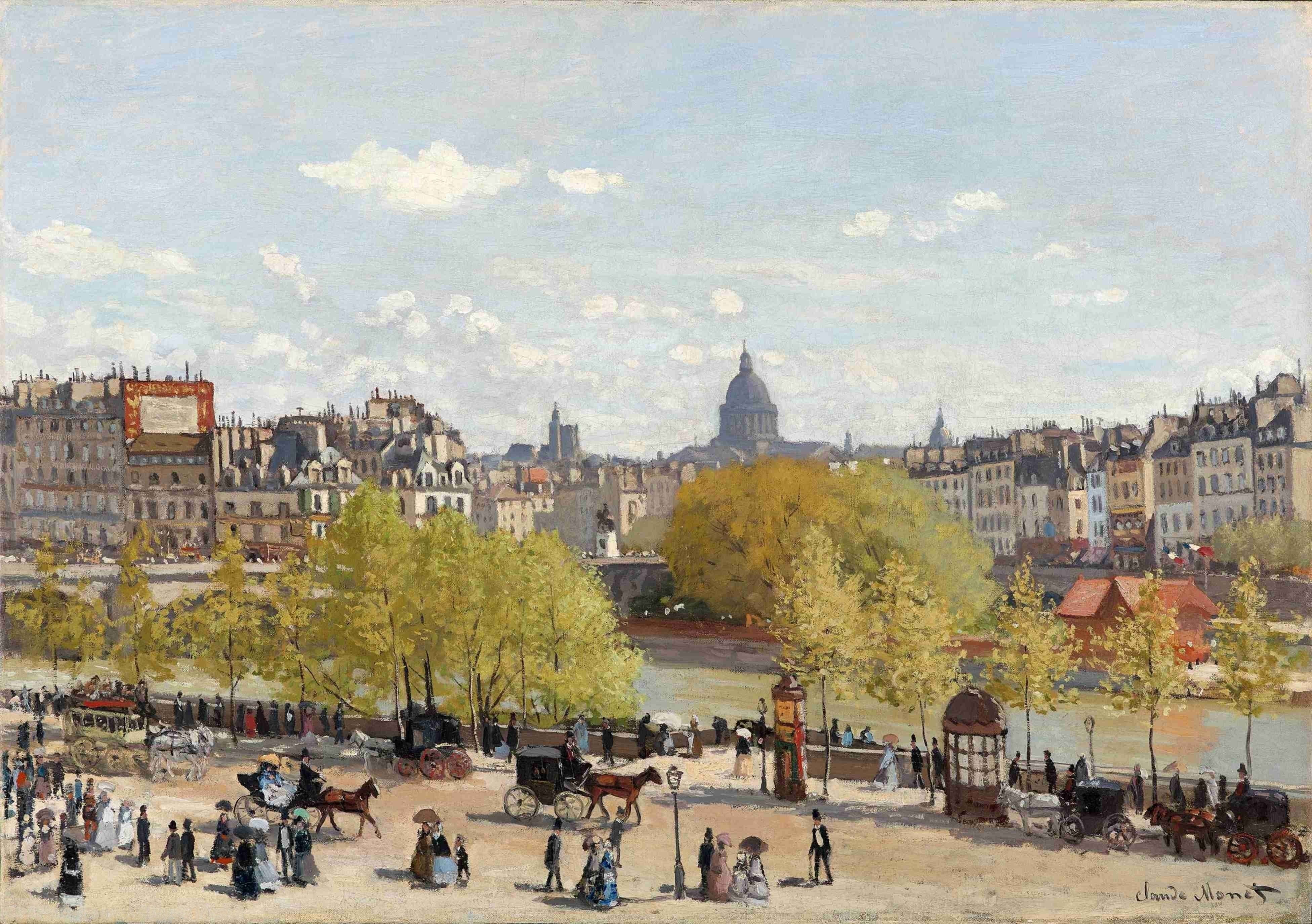
Claude Monet, Quai du Louvre (1867), Mauritshuis (Den Haag).
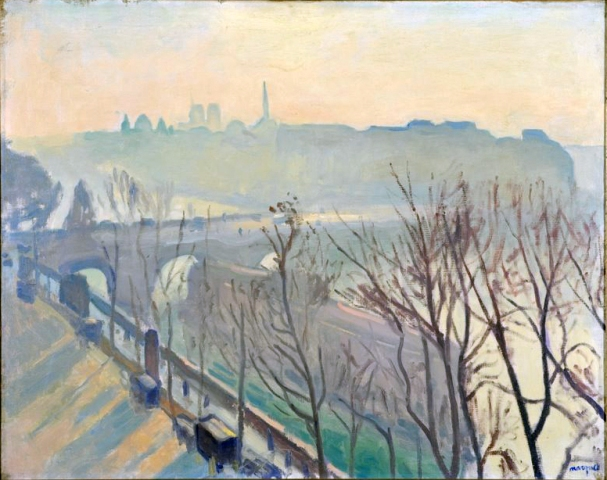
Albert Marquet, Vue de Paris, le quai du Louvre (1906), Musée Faure (Aix-les-Bains).
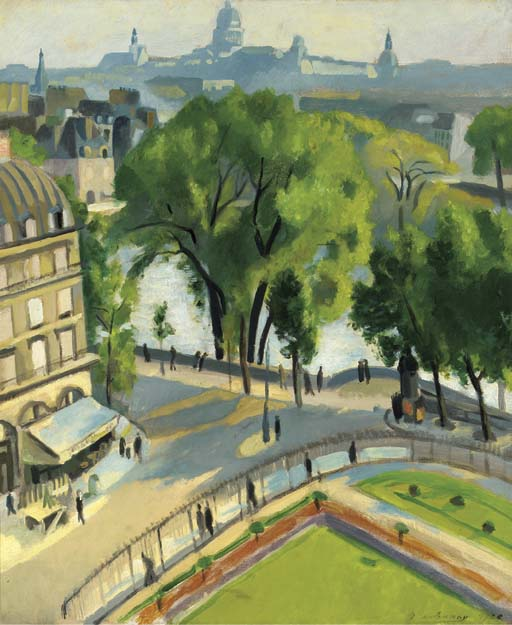
Robert Delaunay zugeschrieben, Le Quai du Louvre (1928)
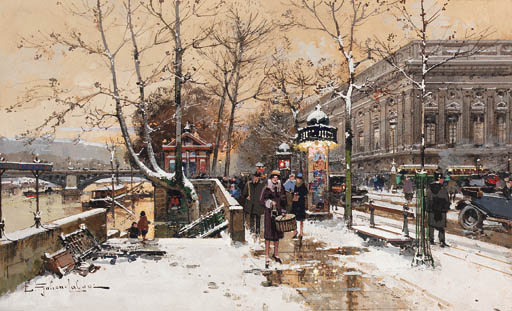
Eugène Galien-Laloue zugeschrieben, Le Quai du Louvre